# Domnul cu coasa
Domnul cu coasa (1991) (titlu original Reaper Man) este un roman aparținând Lumii Disc a lui Terry Pratchett. Este al 11-lea roman al Lumii Disc și al doilea având Moartea ca personaj principal. Titlul face aluzie la filmul Repo Man al lui Alex Cox.

## Rezumat
Auditorii Realității sunt ființe care supraveghează Lumea Disc pentru a se asigura că totul urmează Regulile. Pe măsură ce Moarte începe să capete o personalitate, Auditori ajung la concluzia că nu își mai face Datoria așa cum trebuie, așa încât îl trimit să trăiască așa cum o fac toți ceilalți. Luându-și numele "Bill Door", el se angajează la ferma bătrânei domnișoare Flitworth.
În timp ce toate celelalte specii își creează o nouă Moarte, oamenii au nevoie de mai mult timp pentru ca Moartea lor să fie terminată. Prin urmare, forța vitală a oamenilor morți începe să se adune, rezultând fenomene de poltergeist, fantome și alte fenomene paranormale. Cel mai remarcabil îl constituie întoarcerea decedatului Windle Poons, care spera să se reîncarneze. După o serie de aventuri care au inclus un atac al foștilor săi prieteni, el se înscrie în clubul Un Nou Început, un grup care apără drepturile nemorților condus de Reg Pantof. Clubul Un Nou Început și vrăjitorii Universității Nevăzute descoperă că orașul Ankh-Morpork este invadat de o formă de viață parazită care se hrănește cu orașe și iese din ouă care seamănă cu globurile cu zăpadă. Pornind în urmărirea formei sale interemdiare, cea de coșuri de cumpărături, clubul Un Nou Început și vrăjitorii reușesc să distrugă a treia sa formă, cea de centru comercial.
Când omenirea se gândește în sfârșit la o Nouă Moarte, una care poartă o coroană și nu are chip uman sau omenie, aceasta pleacă să îi ia viața lui Bill Door. Moarte/Door, care așteaptă această clipă de ceva vreme, învinge Noua Moarte și o distruge, absorbind în el celelalte Morți, cu excepția Morții Șobolanilor și a Morții Puricilor. Moarte îl înfruntă pe Azrael, Moartea Universului, subliniind că Morții trebuie să îi pese sau altfel nu ar mai exista, ceea ce ar duce la Uitare, care ar trebui și ea să se termine la un moment dat. 
Moarte cere să mai primească un pic de timp, ceea ce se și întâmplă. El se duce la domnișoara Flitworth și se oferă să îi îndeplinească visele, iar aceasta îi cere să o ducă la Dansul Recoltei, unde cei doi dansează toată noaptea. 
La răsărit, domnișoara Flitworth își dă seama că ea murise cu mult înaintea începerii dansului, iar Moarte o duce la fostul ei logodnic. Revenit în Ankh Morpork, Moarte se întâlnește cu Windle Poons, ducându-l în cele din urmă către recompensa pe care acesta o așteaptă, oricare ar fi aceasta. Cartea se termină cu o discuție între Moarte și Moartea Șobolanilor legat de ce ar trebui "să călărească" aceasta din urmă; Moarte sugerează un câine, în timp ce Moartea Șobolanilor sugerează o pisică.

## Adaptări
Un fragment al cărții a fost adaptat în 1996 într-un film de scurt metraj animat, intitulat Welcome to the Discworld, cu Christopher Lee în rolul Morții.